# Ленокс (переписна місцевість, Массачусетс)
Ленокс (англ. Lenox) — переписна місцевість (CDP) в США, в окрузі Беркшир штату Массачусетс. Населення — 1639 осіб (2020).

## Географія
Ленокс розташований за координатами 42°21′40″ пн. ш. 73°17′12″ зх. д. / 42.36111° пн. ш. 73.28667° зх. д. (42.361228, -73.286788).  За даними Бюро перепису населення США в 2010 році переписна місцевість мала площу 4,71 км², з яких 4,68 км² — суходіл та 0,03 км² — водойми.

## Демографія
Згідно з переписом 2010 року, у переписній місцевості мешкало 1675 осіб у 936 домогосподарствах у складі 332 родин. Густота населення становила 356 осіб/км².  Було 1120 помешкань (238/км²).
Расовий склад населення:
| - 96,6 % — білих - 0,6 % — азіатів - 0,4 % — чорних або афроамериканців - 0,1 % — вихідців з тихоокеанських островів - 0,1 % — корінних американців |

До двох чи більше рас належало 1,3 %. Частка іспаномовних становила 2,8 % від усіх жителів.
За віковим діапазоном населення розподілялося таким чином: 13,8 % — особи молодші 18 років, 47,6 % — особи у віці 18—64 років, 38,6 % — особи у віці 65 років та старші. Медіана віку мешканця становила 57,2 року. На 100 осіб жіночої статі у переписній місцевості припадало 68,7 чоловіків;  на 100 жінок у віці від 18 років та старших — 66,0 чоловіків також старших 18 років.
Середній дохід на одне домашнє господарство  становив 79 899 доларів США (медіана — 48 505), а середній дохід на одну сім'ю — 164 647 доларів (медіана — 110 938). За межею бідності перебувало 10,1 % осіб, у тому числі 5,9 % дітей у віці до 18 років та 12,7 % осіб у віці 65 років та старших.
Цивільне працевлаштоване населення становило 519 осіб. Основні галузі зайнятості: освіта, охорона здоров'я та соціальна допомога — 37,4 %, науковці, спеціалісти, менеджери — 18,5 %, мистецтво, розваги та відпочинок — 10,6 %, роздрібна торгівля — 8,9 %.